# Anton Obložinský
Anton Obložinský (* 20. srpna 1943) je bývalý slovenský fotbalista, záložník.

## Fotbalová kariéra
V československé lize hrál za Inter Bratislava. Nastoupil ve 201 ligových utkáních a dal 41 gólů. Z Interu odešel do Štúrova. Za juniorskou reprezentaci nastoupil ve 2 utkáních a dal 1 gól, za reprezentační B-tým nastoupil v 1 utkání a za olympijskou reprezentaci nastoupil ve 2 utkáních.

## Ligová bilance
| Ročník                                     | Zápasy | Góly | Klub             |
| ------------------------------------------ | ------ | ---- | ---------------- |
| 1. československá fotbalová liga 1964/1965 | 6      | 2    | Inter Bratislava |
| 1. československá fotbalová liga 1965/1966 | 21     | 7    | Inter Bratislava |
| 1. československá fotbalová liga 1966/1967 | 24     | 10   | Inter Bratislava |
| 1. československá fotbalová liga 1967/1968 | 14     | 3    | Inter Bratislava |
| 1. československá fotbalová liga 1968/1969 | 22     | 4    | Inter Bratislava |
| 1. československá fotbalová liga 1969/1970 | 30     | 2    | Inter Bratislava |
| 1. československá fotbalová liga 1970/1971 | 29     | 1    | Inter Bratislava |
| 1. československá fotbalová liga 1971/1972 | 20     | 3    | Inter Bratislava |
| 2. československá fotbalová liga 1972/1973 | -      | -    | Inter Bratislava |
| 1. československá fotbalová liga 1973/1974 | 27     | 9    | Inter Bratislava |
| 1. československá fotbalová liga 1974/1975 | 8      | 0    | Inter Bratislava |
| CELKEM 1. liga                             | 201    | 41   |                  |